# Moskwa (Fluggesellschaft)
Moskwa (russisch Москва, auch bekannt als Moscow Airlines), bis Oktober 2010 als Atlant-Soyuz Airlines (Авиакомпания Атлант-Союз) firmierend, war eine russische Fluggesellschaft mit Sitz in Moskau.

## Geschichte

Ursprüngliches Logo der Atlant-Soyuz Airlines von 1993

Atlant-Soyuz Airlines wurde als Gemeinschaftsunternehmen im Juni 1993 von privaten Investoren (75 %) und der Stadt Moskau in Moskau gegründet. Die Fluggesellschaft verwendet das offizielle Stadtwappen auf dem Leitwerk der Flugzeuge. Die Flugzeuge wurden anfangs von Aeroflot übernommen, bereits im Juli 1993 startete der Flugbetrieb.
Am 6. März 2007 hat die Europäische Union neun russischen Fluggesellschaften, unter anderem der Atlant-Soyuz Airlines, ein Flugverbot innerhalb der Europäischen Union erteilt. Grund seien Verstöße gegen die Flugsicherheit. Das Verbot wurde später wieder aufgehoben, das Unternehmen bot danach auch wieder Flüge in die EU an.
Am 17. Januar 2011 hat die Fluggesellschaft ihre Flüge eingestellt. Außerdem war sie letzter ziviler Betreiber der Iljuschin Il-86.

## Ziele
Die Fluggesellschaft betrieb Linienflüge von Moskau-Wnukowo aus zu verschiedenen russischen und osteuropäischen Zielen, die vor allem mit Embraer-120 durchgeführt werden.
Innerhalb Russlands wurden Linienflüge nach Iwanowo (tw. mehrmals täglich) und Pskow sowie zeitweise auch nach Anapa und Sotschi an der Schwarzmeerküste angeboten. Zu den osteuropäischen Zielen gehörten Simferopol (Ukraine), Minsk (Weißrussland), Liepāja (Lettland). Nach Brno/Brünn (Tschechien) wurde mit Boeing 737-300 geflogen.
Atlant-Soyuz war außerdem auch stark im Chartergeschäft vertreten, mit Flügen in die Staaten Luxemburg, China, Ägypten (z. B. Scharm El-Scheich mit Il-86), Jordanien, Tunesien, Malta, Italien, Frankreich, Türkei, Bulgarien, Tschechien und in die Slowakei. Im Frachtflugbereich wurden Ziele im Sudan, Libyen, den Vereinigten Arabischen Emiraten, Indien, China, Südkorea, Irak und Afghanistan angeflogen.

## Flotte

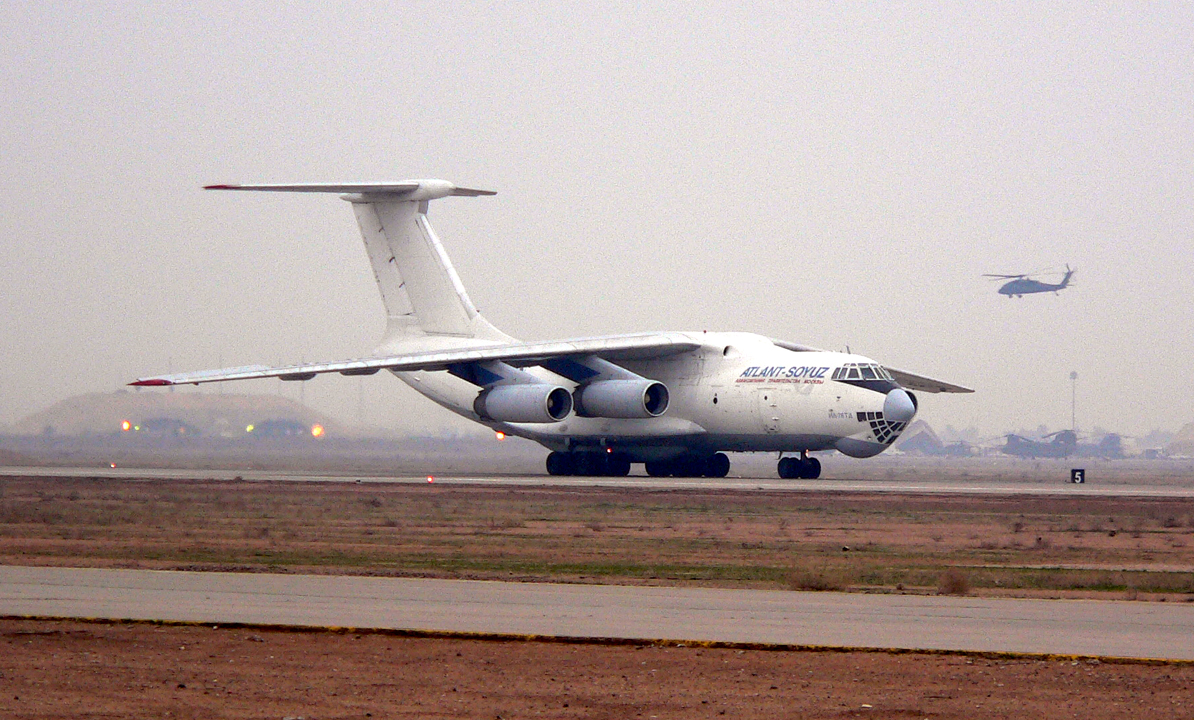
Eine Iljuschin Il-76MD der Atlant-Soyuz

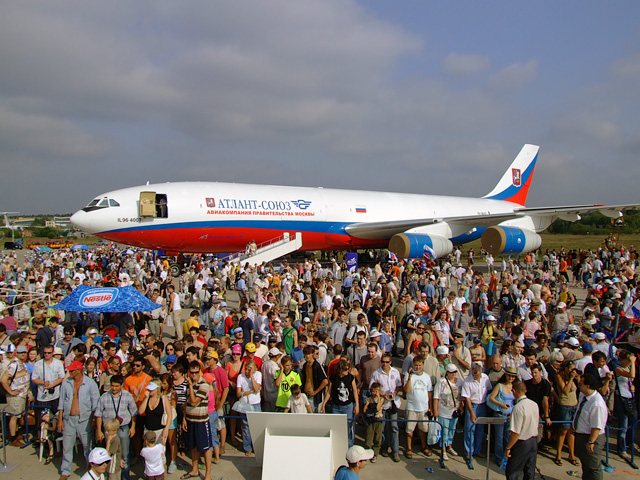
Eine Iljuschin Il-96-400T der Atlant-Soyuz

Mit Stand Dezember 2009 bestand die Flotte der Airline aus 21 Flugzeugen:
- 06 Boeing 737-800
- 02 Embraer EMB 120RT Brasilia
- 02 Iljuschin Il-76TD (beide verleast)
- 08 Iljuschin Il-86
- 01 Iljuschin Il-96-400T

Des Weiteren waren neun Flugzeuge stillgelegt:
- 01 Antonow An-12BP
- 03 Boeing 737-300
- 01 Iljuschin Il-76TD
- 01 Iljuschin Il-86
- 04 Tupolew Tu-154M

Bestellungen:
- 03 Iljuschin Il-96-400T
- 015 Tupolew Tu-204SM[5]